# 手紙を書く婦人と召使
『手紙を書く婦人と召使』（てがみをかくふじんとめしつかい、蘭: Schrijvende vrouw met dienstbode、英: Lady Writing a Letter with her Maid）は、オランダ黄金時代の画家ヨハネス・フェルメールが1670年から1671年ごろに描いた絵画。キャンバスに油彩で描かれた作品で、ダブリンのアイルランド国立美術館が所蔵している。中流階級の女性と、この女性のおそらくは恋人宛の手紙を届けるために、手紙を書き終えるのを待っている召使いの姿が描かれた作品である。1660年代にフェルメールが描いた静謐で抑制的、内省的な絵画と、1670年代に描いた比較的気取った絵画との橋渡し的な作品であると見なされている。

## 解釈
『手紙を書く婦人と召使』はフェルメールが新機軸を試みた作品で、絵画の中心点が複数存在する構成で描かれている。また、作品が持つ物語性が一人の人物像のみに集中していない3点目の作品でもある。座った女性の背後に描かれた召使いは、画面構成上は中景に当たる場所で、腕組みをしながら女性が手紙を書き終えるのを待っている。それぞれが配されている位置は、この両者が互いをあまり気に留めてないことを意味している。召使いの組んだ腕は自身の感情を抑えようとしているようにも見えるが、主人たる女性に対しては何の注意も払っていない。窓の外に向けられた召使いの視線は内心の苛立ちと退屈を意味し、自身が届けに行かなければならない手紙の書き終りを待っているという自分の立場に、不満を抱いていることを示唆しているとされる。ただし、このような解釈に懐疑的な美術史家もいる。パスカル・ボナヒュー（Pascal Bonafoux）は、共謀を示唆するのは二人の女性が交わす意味ありげな「目線や微笑」だけではないとする。そして召使いの思わせぶりな態度が、女性が書いている恋文に関してこの二人が何らかの共犯関係にあることを暗示しているとした。

## モチーフ
『手紙を書く婦人と召使』には、フェルメール特有のモチーフが多く見られる。とくにフェルメールが好んで描いた、屋内空間を内外に分かつタペストリ とタイル敷きの床、窓、背景の壁にかけられた絵画、幾何学や抽象表現に関する自身の興味などが、この作品に描写されている。フェルメールはキャリア初期の頃から、このような独特のモチーフの表現描写を試みている。とくに『デルフトの眺望』、『レースを編む女』、『絵画芸術』などの作品が有名である。

## 盗難
『手紙を書く婦人と召使』は1974年4月27日に、ゴヤ、2点のゲインズバラ、3点のルーベンスの絵画作品とともに盗難に遭っている。当時これらの絵画を所蔵していたのは第2代準男爵アルフレッド・ベイト（Sir Alfred Beit, 2nd Baronet）で、ベイトの邸宅ラスボラハウス（Russborough House）からコレクションを強奪したのはIRAの武装メンバーだった。IRAの支援者だったブリジッド・ローズ・ダグデイル（Rose Dugdale）の指示のもと、IRA のメンバーがドライバーを使用して額縁から絵画を剥ぎ取ったのである。その後、『手紙を書く婦人と召使』を含む盗難絵画は、事件発生から8日後にカウンティ・コーク（County Cork）のコテージで発見された。
1986年にも『手紙を書く婦人と召使』は、ダブリンの犯罪者マーティン・カーヒル（Martin Cahill）の手引きで盗まれている。カーヒルはそれまでに盗んだ多くの絵画とあわせて、総額20,000万ポンドの返還金を要求した。しかしながらこの代金が支払われることはなく、カーヒル自身も国際的な盗難美術品を処分できるだけの伝手も知識も持っていなかった。アイルランド放送協会の報道では、カーヒルの美術品の嗜好は「リビングの壁にかかっている、川に浮かぶ白鳥のような明るい安っぽい版画」で「盗んだ傑作絵画は大金をもたらす金づるだと思っていた」としている。『手紙を書く婦人と召使』は1993年8月に、アイルランド警察のおとり捜査によってアントウェルペンで発見された。『手紙を書く婦人と召使』は現物不在の状態でアイルランド国立美術館に寄贈されており、返還された『手紙を書く婦人と召使』は、そのままアイルランド国立美術館に所蔵されている。